# 达尔科·布尔古连
达尔科·布尔古连（羅馬化：Darko Brguljan，1990年11月5日—），黑山男子水球运动员。他曾代表黑山国家队参加2016年夏季奥林匹克运动会水球比赛，结果队伍获得第四名。